# Majlinda Kelmendi
Majlinda Ismet Kelmendi (Peć, 9 de maio de 1991) é uma judoca kosovar da categoria até 52 quilos.
Iniciou no esporte aos oito anos de idade. Participou nos Jogos Olímpicos de 2012 representando a Albânia.
Venceu duas vezes seguidas o Campeonato Mundial: Rio de Janeiro 2013 e Cheliabinsk 2014. Neste último atuou como representante da Federação Internacional de Judô.
Foi a porta-bandeira do país na abertura dos Jogos Olímpicos de 2016. Obteve a medalha de ouro em sua categoria, a primeira medalha olímpica do Kosovo, ao vencer na luta final a italiana Odette Giuffrida.